# Bernd Hüttner

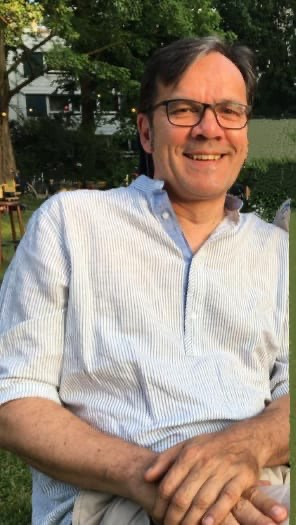
Bernd Hüttner (2022)

Bernd Hüttner (* 22. Juni 1966 in Crailsheim) ist ein deutscher Politikwissenschaftler, Autor und Medienexperte. Er ist Gründer des Archivs der sozialen Bewegungen in Bremen und war von 2008 bis 2012 Vorsitzender des Vereins Linke Medienakademie in Berlin.

## Ausbildung und erste Berufserfahrung
Hüttner wuchs auf einem Bauernhof in Hohenlohe auf. Nach dem Besuch des Albert-Schweitzer-Gymnasiums und des beruflichen Gymnasiums in Crailsheim erwarb er das Abitur. Anschließend absolvierte er den Zivildienst (20 Monate) auf einem Demeter-Bauernhof. Von 1987 bis 1992 studierte er Verwaltungswissenschaft an der Universität Konstanz. Er schloss das Studium der Politikwissenschaft 1994 an der Universität Bremen ab und beendete dort 1996 das Zertifikatsstudium „Erwachsenenbildung“, und von 2016 bis 2018 studierte er berufsbegleitend „Gestaltende Kunst“ an der Hochschule für Künste Bremen. In seiner Studienzeit haben ihn die Professoren Wolfgang Fach, Renate Müller-Isenburg und Jörg Wollenberg geprägt. Von 1995 bis 1998 und 2002 und 2003 arbeitete er prekär im Bereich der Landwirtschaft und der Regionalentwicklung. Als Autor hat er beim Regionalmagazin Neues Nebelhorn in Konstanz von 1989 bis 1992 und bei der Zeitschrift alaska der BUKO von 1995 bis 2000 erste Erfahrungen gesammelt.

## Berufstätigkeit
Von 2004 bis 2006 arbeitete er als Landesgeschäftsführer der Rosa-Luxemburg-Initiative Bremen und von 2007 bis 2012 war er Leiter des Regionalbüro Bremen der Rosa-Luxemburg-Stiftung. Seit 2012 ist er Referent für Zeitgeschichte und Geschichtspolitik der Rosa-Luxemburg-Stiftung.
Er ist Redakteur und Autor für verschiedene alternative und linke Zeitungen und Zeitschriften. Er ist Redakteur bei Contraste der Monatszeitung für Selbstorganisation und Autor bei der Zeitschrift für Stadtforschung Dérive. Er hat für die Rosa-Luxemburg-Stiftung viele Beiträge und Veröffentlichungen erstellt.
Seit 2020 ist Hüttner Redakteur von Arbeit – Bewegung – Geschichte. Zeitschrift für historische Studien.
Ende 1999 gründete er das selbstverwaltete Archiv der sozialen Bewegungen in Bremen, in dem er seitdem mitarbeitet.
Seit 2006 ist Hüttner ordentliches Mitglied der Historischen Kommission beim Bundesvorstand der Partei Die Linke. Er war seit der Gründung des Vereines Linke Medienakademie 2008 bis 2012 dessen Vorsitzender. Seit 2009 ist er Mitglied des internationalen Beirates der International Conference of Labour and Social History und seit 2018 Mitglied des Vorstandes der German Labour History Association. Er gilt als ein engagierter Chronist der linken und alternativen Bewegungen und als Aktivist im Feld der Archive und der erinnerungspolitischen Strategien der sozialen Bewegungen und der neuen Linken.
Bernd Hüttner ist Vater von zwei Kindern.

## Veröffentlichungen (Auswahl)
- mit Nihat Öztürk, Nuria Cafaro, Florian Weis (Hrsg.): Der Streik hat mir geholfen, als junger Mensch Kraft aufzubauen. Migrantische Kämpfe gegen Ausbeutung und Rassismus, Buchmacherei, Berlin 2025, ISBN 978-3-9826199-5-8
- mit Nuria Cafaro, Caner Tekin (Hrsg.): Gelingende und misslingende Solidarisierungen. Spontane Streiks in Westdeutschland um 1973, luxemburg beiträge, Band 18, Berlin, August 2023 frei zugängliche PDF
- mit Riccardo Altieri und Florian Weis (Hrsg.): „Wenn du ausgegrenzt wirst, gehst du zu anderen Ausgegrenzten.“ Jüdinnen und Juden in der internationalen Linken. Band 2. (= Luxemburg Beiträge Nr. 13). Rosa-Luxemburg-Stiftung, Berlin 2022 (frei zugängliche PDF).
- mit Riccardo Altieri und Florian Weis (Hrsg.): „Die jüdische mit der allgemeinen proletarischen Bewegung zu vereinen.“ Jüdinnen und Juden in der internationalen Linken. Band 1. (= Luxemburg Beiträge Nr. 5). Rosa-Luxemburg-Stiftung, Berlin 2021, ISSN 2749-0939 (frei zugängliche PDF).
- mit Riccardo Altieri (Hrsg.): Klassismus und Wissenschaft: Erfahrungsberichte und Bewältigungsstrategie. Verlag Bund demok. Wissenschaftl. , Marburg 2020, ISBN 978-3-939864-28-8.
- mit Georg Leidenberger (Hrsg.): 100 Jahre Bauhaus. Vielfalt, Konflikt und Wirkung. Metropol Verlag, Berlin 2019, ISBN 978-3-86331-458-3.
- Deutsche Künstlerkolonien am Ende des 19. Jahrhunderts. In: rosalux.de, 31. Januar 2017, kurze Einführung. (rosalux.de, PDF; 120 kB)
- mit Axel Weipert, Salvador Oberhaus und Detlef Nakath (Hrsg.): Maschine zur Brutalisierung der Welt? Westfälisches Dampfboot, Münster 2017, ISBN 978-3-89691-108-7.
- mit Gregor Kritidis (Hrsg.): Das KPD-Verbot 1956. Vorgeschichte und Folgen der Illegalisierung der KPD in Westdeutschland (= Materialien. Band 19). Rosa-Luxemburg-Stiftung, 30. September 2016 (rosalux.de [PDF; 539 kB; abgerufen am 15. Juli 2020]).
- mit Franziska Dähn und Christoph Nitz (Hrsg.): Grenzlose Medien . Gegen-Öffentlichkeit. VSA Verlag, Hamburg 2012, ISBN 978-3-89965-469-1.
- mit Christoph Nitz (Hrsg.): Weltweit Medien nutzen – Medienwelt gestalten. VSA Verlag, Hamburg 2010, ISBN 978-3-89965-412-7.
- mit Christoph Nitz (Hrsg.): Linke Kommunikation – Kommunikation mit links? VSA Verlag, Hamburg 2009, ISBN 978-3-89965-359-5.
- mit Peter Birke und Gottfried Oy (Hrsg.): Alte Linke – Neue Linke? Die sozialen Kämpfe der 1968er Jahre in der Diskussion. Dietz Verlag, Berlin 2009, ISBN 978-3-320-02195-5.
- mit Christiane Leidinger (Hrsg.): Handbuch Alternativmedien 2011/2012: Printmedien, Freie Radios, Archive & Verlage in der BRD, Österreich und der Schweiz. Verein zur Förderung der sozialpolitischen Arbeit (SPAK), Wasserburg/B., ISBN 978-3-940865-22-9.
- mit Gottfried Oy und Norbert Schepers (Hrsg.): Vorwärts und viel vergessen: Beiträge zur Geschichte und Geschichtsschreibung neuer sozial Bewegungen. Verlag SPAK, Wasserburg/B. 2005, ISBN 3-930830-59-0.
- mit Marcel Bois (Hrsg.): Beiträge zur Geschichte einer pluralen Linken. Heft 3. Bewegungen, Parteien, Ideen. Im Archiv edoc.vifapol (edoc.vifapol.de, PDF; 576 kB)